# Štekavac
Štekavac, orao štekavac ili bjelorepan (lat. Haliaeetus albicilla) je jedina vrsta roda Haliaeetus koja živi u Europi.
Rasprostranjen je od sjeverne Europe (zapadna Irska, obala Norveške) prema istočnoj i južnoj Europi, preko zemalja bivšeg SSSR-a na istok do Kamčatke i Japana. Nije naseljen u Portugalu, Španjolskoj, Francuskoj, Švicarskoj i Italiji. 
Ornitolozi razlikuju pet geografskih rasa od kojih je jedna dobro rasprostranjena u Sjevernoj Americi, tako da su ga Amerikanci stavili u svoj grb (bijela glava, bijeli rep). 

## Vanjske poveznice
- http://ssla.oneworld.net/article/view/118056/1/  Arhivirana inačica izvorne stranice od 13. veljače 2007. (Wayback Machine)

## Ostali projekti
|  | Zajednički poslužitelj ima stranicu o temi Orao štekavac |
|  | Wikivrste imaju podatke o taksonu Orlu štekavcu          |